# Turowo (województwo podlaskie)
Turowo – osada leśna w Polsce położona w województwie podlaskim, w powiecie białostockim, w gminie Gródek.
W latach 1975–1998 miejscowość należała administracyjnie do województwa białostockiego.
Osada jest siedzibą leśnictwa Turowo, podległego Nadleśnictwu Waliły.